# Proteine associate ai microtubuli
In biologia cellulare, le proteine associate ai microtubuli (conosciute con l'acronimo di MAP) sono proteine che interagiscono con i microtubuli del citoscheletro cellulare.

## Funzione
Le MAP legano le subunità di tubulina che compongono i microtubuli per regolare la loro stabilità. È stata identificata una grande varietà di MAP in differenti tipi di cellule, e sono coinvolte nello svolgimento di un ampio spettro di funzioni. Queste includono sia stabilizzazione che destabilizzazione dei microtubuli rispettivamente, guidare i microtubuli verso specifici compatimenti cellulari, legami incrociati con microtubuli e mediare le interazioni dei microtubuli con le altre proteine nella cellula.
All'interno della cellula, le MAP si legano direttamente agli eterodimeri di tubulina dei microtubuli. Questo legame può avvenire o con la tubulina polimerizzata o depolimerizzata, e in molti casi porta alla stabilizzazione della struttura dei microtubuli, inoltre favorisce la polimerizzazione. A volte, è il dominio C-terminale delle MAP che interagisce con la tubulina, mentre il dominio N-terminale può legare con altre vescicole cellulari, filamenti intermedi o altri microtubuli. Il legame MAP-microtubuli è regolato tramite la fosforilazione delle MAP. Questo avviene tramite la funzione della proteina microtubule-affinity-regulating-kinase (MARK) regolazione chinasica affine ai microtubuli. La fosforilazione del MAP tramite MARK porta le MAP a staccarsi da ogni legame con i microtubuli. Questo distacco è a volte associato con una destabilizzazione del microtubulo che determina la rottura. In questo modo la stabilizzazione dei microtubuli con MAP è regolata all'interno della cellula tramite la fosforilazione.

## Tipi
Le numerose MAP identificate sono state divise in due distinte categorie. Il tipo I che include MAP1 e il tipo II che include MAP2, MAP4 e tau.

### Tipo I: MAP1
MAP1a (MAP1A) e MAP1b (MAP1B), che fanno parte della famiglia MAP1, legano i microtubuli in modo differente dalle altre MAP, utilizzando interazioni elettrostatiche. Mentre le C-terminali di queste MAP legano i microtubuli, le N-terminali legano altre parti del citoscheletro o la membrana plasmatica per controllare le distanze del microtubulo all'interno della cellula. I membri della famiglia dei MAP1 sono presenti negli assoni e dendriti delle cellule nervose.

### Tipo II: MAP2, MAP4 e tau
Anche se presenti esclusivamente nelle cellule nervose, MAP2 (MAP2) e tau (MAPT) sono le MAP più studiate. Partecipano in modo determinante alla struttura di differenti parti delle cellule nervose: MAP2 è stata trovata per lo più nei dendriti e tau nell'assone. Queste proteine hanno un dominio C-terminale costante che lega il microtubulo e un dominio N-terminale variabile proiettato verso l'esterno, probabilmente per interagire con altre proteine. MAP2 e tau sono state viste stabilizzare i microtubuli legandosi alla superficie esterna dei protofilamenti di microtubulina. , spostando la reazione cinetica in favore dell'aggiunta di nuove subunità e accelerando l'allungamento dei microtubuli. Uno studio isolato ha suggerito che queste proteine si leghino alla superficie interna dei microtubuli su qualche sito nei monomeri di tubulina come il Taxol, usato nel trattamento del cancro, sebbene questo studio non sia stato confermato. Le MAP2 si associano in maniera cooperativa tra di loro legando un singolo microtubulo promuovendone la stabilizzazione. La tau aiuta sia la stabilizzazione sia la costruzione di microtubuli all'interno delle cellule nervose.
La funzione della proteina tau è legata alla malattia di Alzheimer. Nel tessuto nervoso dei pazienti affetti da Alzheimer, la proteina tau forma aggregati anormali, spesso gravemente modificati attraverso una iperfosforilazione che porta ad un distacco delle MAP dai microtubuli. Questa riduzione di stabilità dei microtubuli nelle cellule nervose può essere una delle principali cause dei sintomi dell'Alzheimer.
Contrariamente alle MAP descritte prima, MAP4 non è limitato solamente alle cellule nervose ma può essere presente in quasi tutti i tipi di cellule. Come il MAP2 e tau, MAP4 è responsabile della stabilizzazione dei microtubuli. Il MAP4 è anche legato al processo di divisione cellulare.

### Altre MAP, e problemi di denominazione
Un'altra MAP la cui funzione è stata studiata durante la divisione cellulare è chiamata XMAP215 (la "X" significa Xenopus). La XMAP215 è generalmente coinvolta nella stabilizzazione dei microtubuli. Durante la mitosi l'instabilità dinamica dei microtubuli è stata osservata crescere di approssimativamente dieci volte. Questo è in parte dovuto alla fosforilazione di XMAP215, il quale produce la catastrofe (rapida depolimerizzazione dei microtubuli) molto probabilmente. In questo modo la fosforilazione delle MAP gioca un ruolo nelle mitosi.
Ci sono molte altre proteine il cui effetto condiziona il microtubulo, come la catastrofina, la quale destabilizza i microtubuli, catanina, che li scinde, proteine associate al legame citoplasmatico (CLASP), le quali facilitano le interazioni con la membrana plasmatica, e un numero di proteine motrici che trasportano le vescicole lungo i microtubuli. Di sicuro le proteine motrici furono originariamente designate come MAP prima di essere scoperte ed utilizzavano l'idrolisi dell'ATP per il trasporto. In generale, tutte queste proteine non sono considerate MAP perché non legano direttamente i monomeri di tubulina, una caratteristica unica delle MAP. Le MAP legano direttamente i microtubuli per stabilizzarli o destabilizzarli e unirli a varie componenti cellulari inclusi altri microtubuli.